# Hanne G. Salamon
Hanne Gaarde Salamon, født Gaarde Thomsen (født 10. april 1935 i København, død januar 2015}) var en dansk maler og grafiker, der arbejdede med collager, emalje og vægmalerier. Et af hovedværkerne er udsmykning af Københavns Lufthavn.
Forældrene er maler og keramiker Jens Gaarde Thomsen og keramiker Ingeborg Karen Margrete Rasmussen. 
Hendes udtryksform var geometriske konkretmotiver baseret på naturen. Var uddannet på Kunsthåndværkerskólen, Kbh. 1953-; keramikskolen Faenza, Italien 1954-55, og og medlem af Billedkunstnernes Forbund, Kvindelige Kunstneres Samfund og Kunstnersamfundet.

## Udsmykninger
Danmarks Nationalbank, Sydbank, Eccolet, Purina Belgien, Janssenpharma, Chr. Hansens Laboratorier, Parkvejsskolen og Sjælsøskolen – Birkerød, Københavns Lufthavn, Kirsebærhaven – Åbenrå, Philips – Frankfurt, Brandstationen – Bromölla, Plafinance – Zürich. Frankrigsgades Svømmehal – København, Kingoskolen – Slangerup, Hærens Operative Komando Karup, Husgavlsudsmykning Egerisparken – Skive, udvendig udsmykning af Slangerup Bio, vægudsmykning af Amtsrådsforeningens domicil – København. Centralsygehuset – Næstved. Klostergårdene – Viborg. Lyngecentret – Lynge. "Teaterfugl" – Mungo Park Allerød Teater.

## Legater
- Nationalbankens Arbejdslegat
- Ingeniør Åge Nielsens Familiefonds Legat
- Niktonafondens Legat
- Tuborgs Kunstner Legat
- Lysebu Norge
- Skandinavisk Forening Rom
- Becket Fonden Valparaiso
- BG Fonden Paris